# متعب الرثعان
متعب عايد جلفان رثعان الذايدي (1968-) سياسي كويتي، ونائب سابق في مجلس الأمة الكويتي.

## السيرة الذاتية
وُلد متعب الذايدي بالكويت عام 1968، وحصل على شهادة البكالوريوس في التربية، كما عُين نائبًا لرئيس الجمعية التربوية بكلية التربية الأساسية، كما عمل سابقًا معلمًا في وزارة التربية، وأسس وأدار عددًا من الشركات التجارية داخل وخارج الكويت، وشارك لأول مرة في انتخابات مجلس الأمة الكويتي 2022 في الدائرة الرابعة، وحصل على المركز الرابع عشر برصيد 3,478 صوت وخسر بالانتخابات، كما شارك في انتخابات مجلس الأمة الكويتي 2023 في الدائرة الرابعة، وحصل على المركز الثالث برصيد 7,721 صوت وفاز بالانتخابات.